# Автомобільна промисловість в Марокко
Автомобільна промисловість Марокко — галузь економіки Марокко.

## Огляд

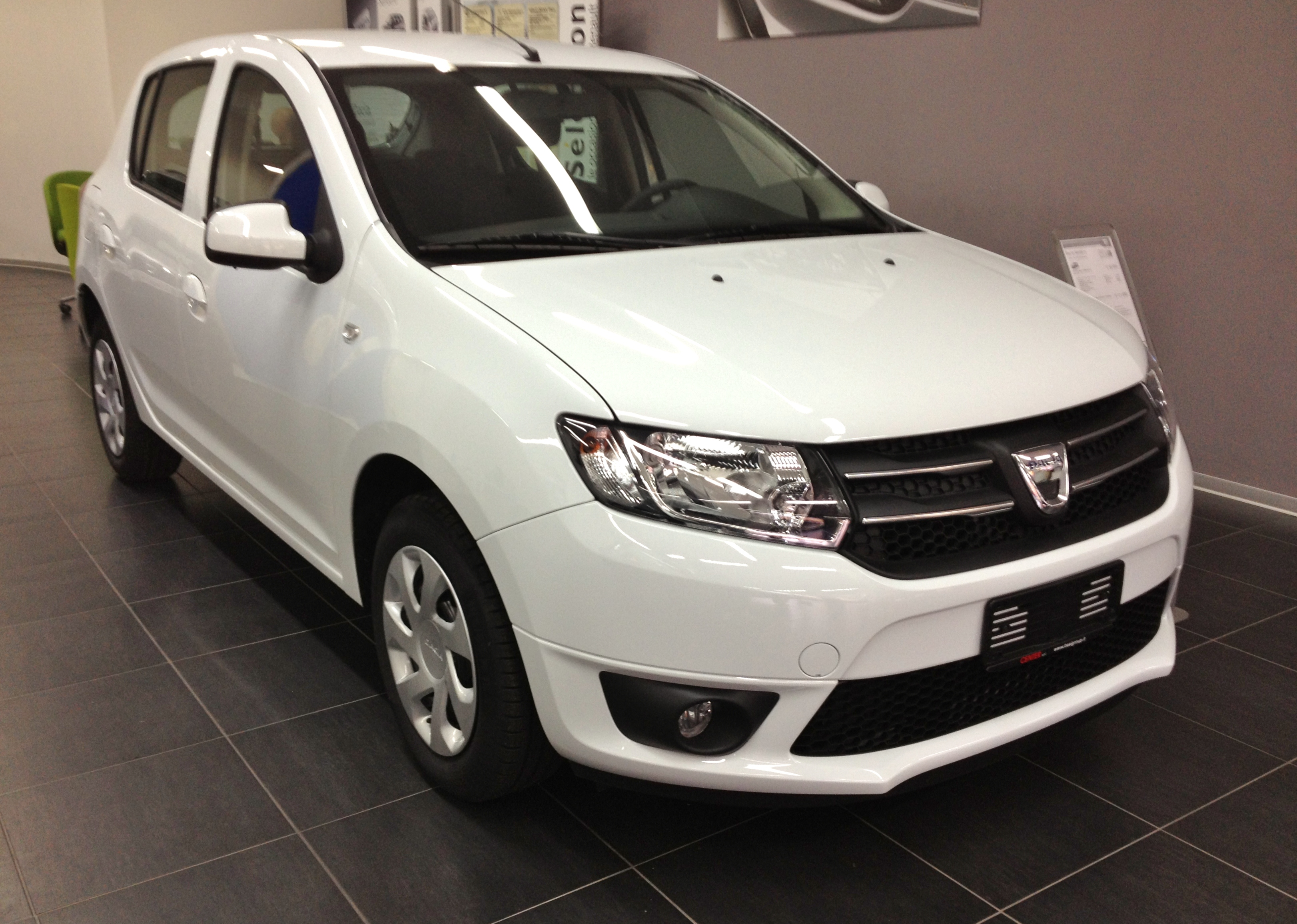
Dacia Sandero II (2012–2020)

В попередні роки, в Марокко запустили серію модернізацій, особливо в промисловому секторі. В Марокко в даний час спрямовані на залучення багатьох великих компаній з усього світу, щоб інвестувати в країну. Ці майбутні інвестиції відповідно до марокканського уряду сприятимуть підвищенню експорту країни, а також знизять рівень безробіття в країні. Для того, щоб досягти цього, в Марокко в основному пропонують компаніям деякі переваги шляхом видалення деяких податків в перші п'ять або десять років, з тим щоб спонукати компанії прийти.
За словами міністра промисловості Марокко Мулая Хафіда Ель Алімі (Moulay Hafid Elalamy), Renault-Nissan прагне побудувати те, що зветься "промисловістю екосистеми". Ця "промисловість екосистеми" відповідно до його слів буде залучати багато інших компаній, які спеціалізуються на виробництві певних автомобільних запчастин, щоб прийти і інвестувати в тому ж регіоні в Марокко. Таким чином Renault-Nissan постачатимуть запчастини, які будуть на фінальному автомобілі. Міністр стверджує, що це створює суму грошей, яка прогнозується на рівні 20 млрд. дирхамів (майже 2 млрд. євро).

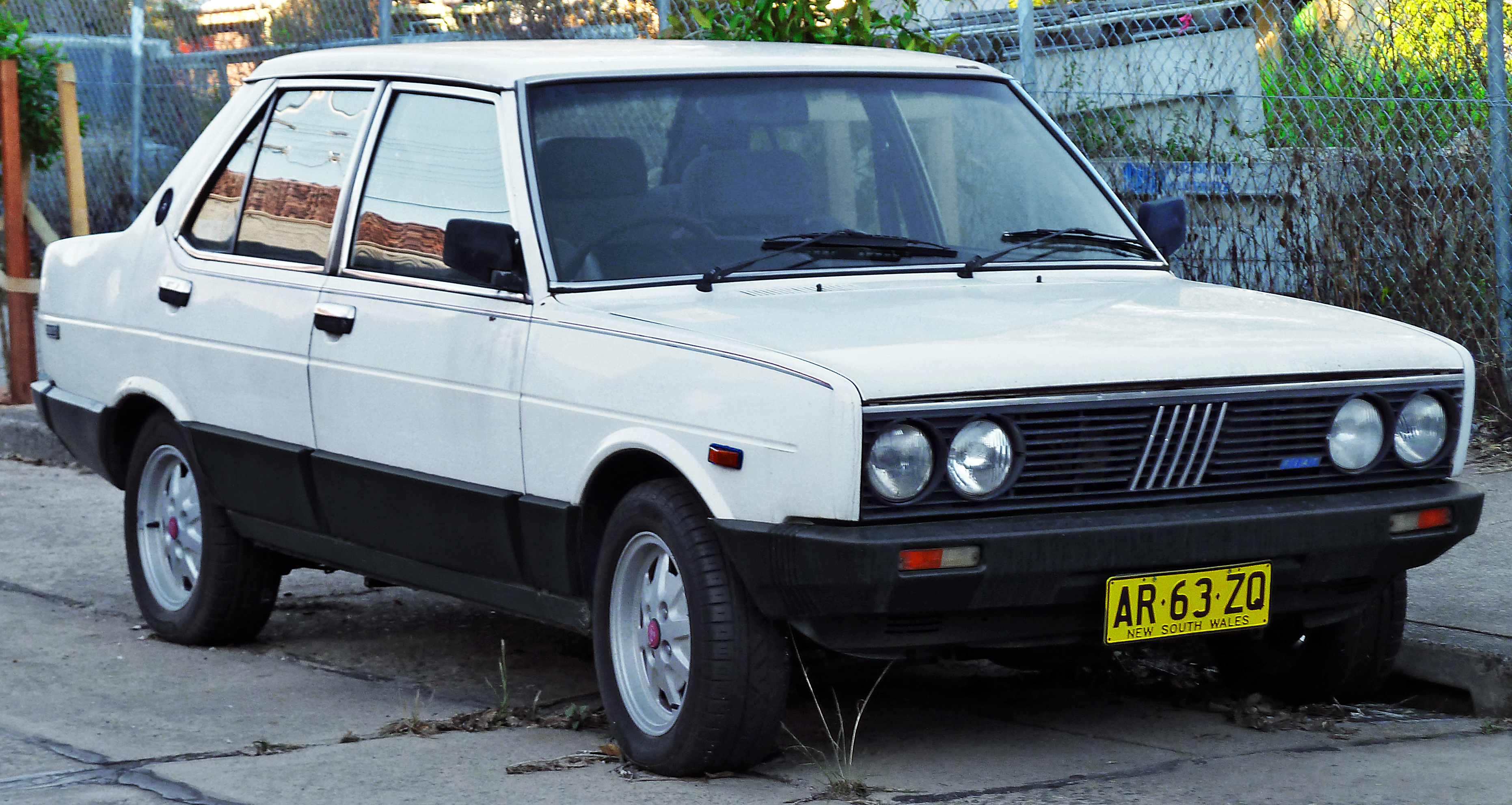
Fiat 131 (1974–1984)
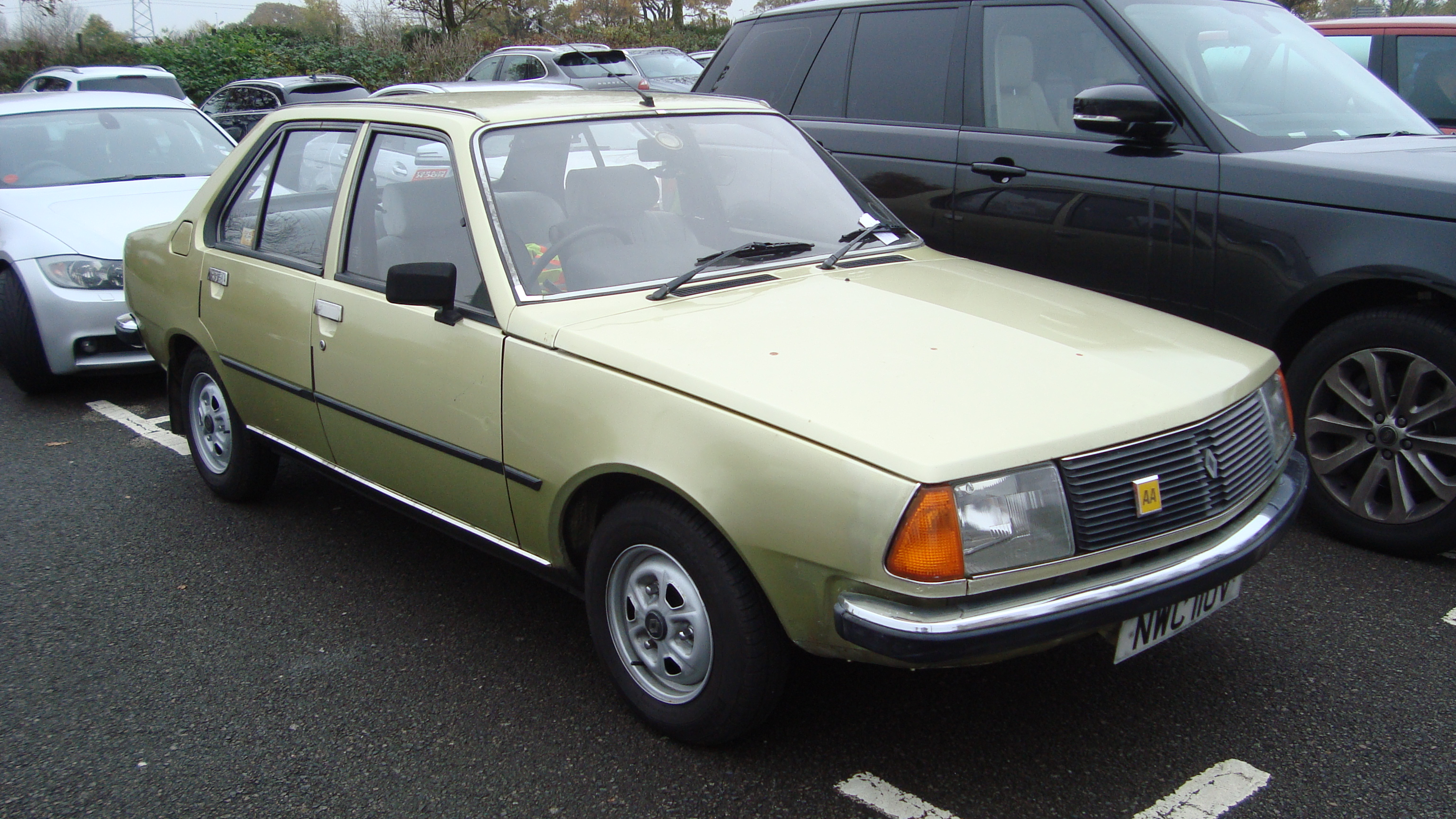
Renault 18 (1978–1989)
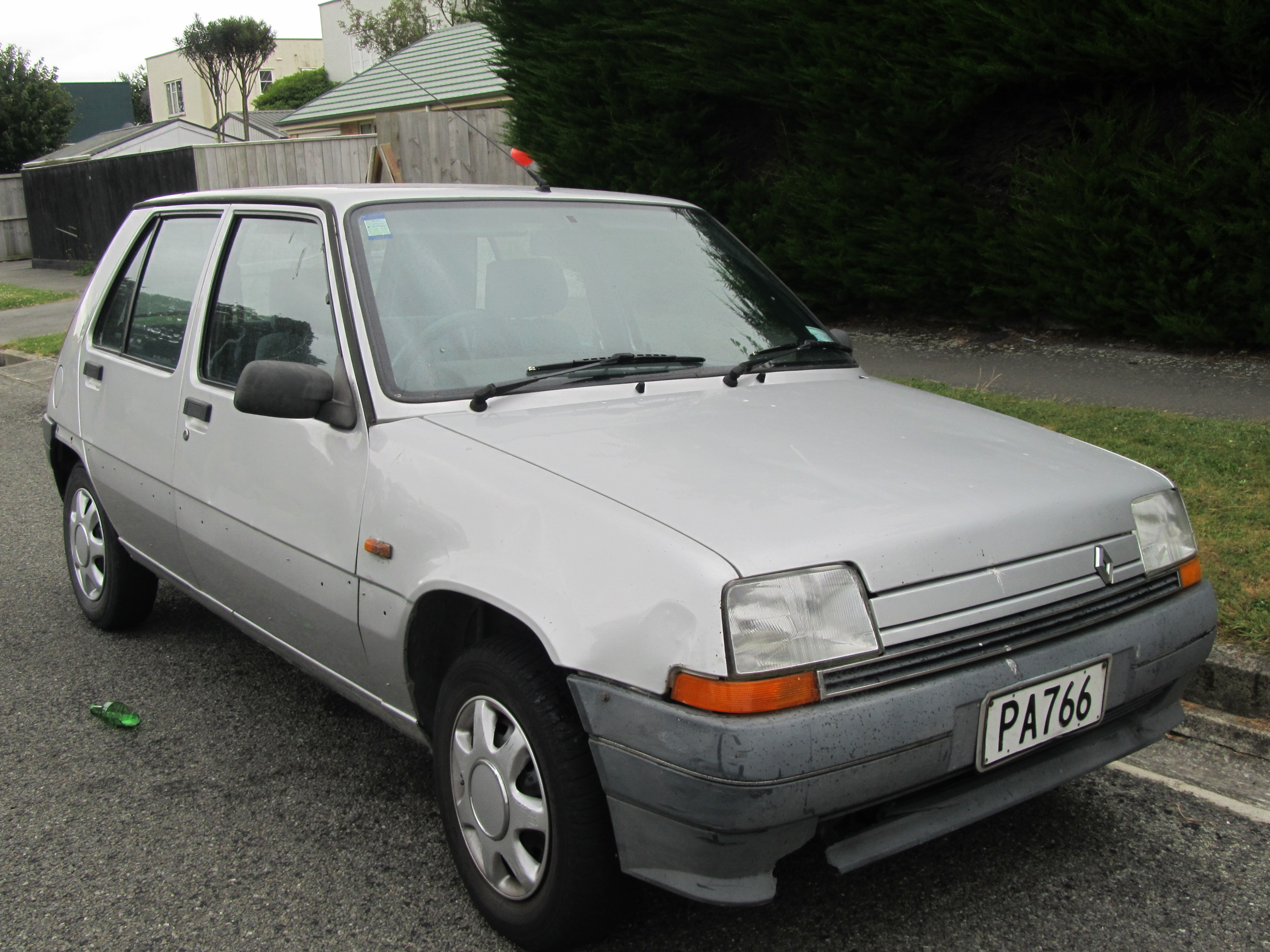
Renault 5 (1984–1996)
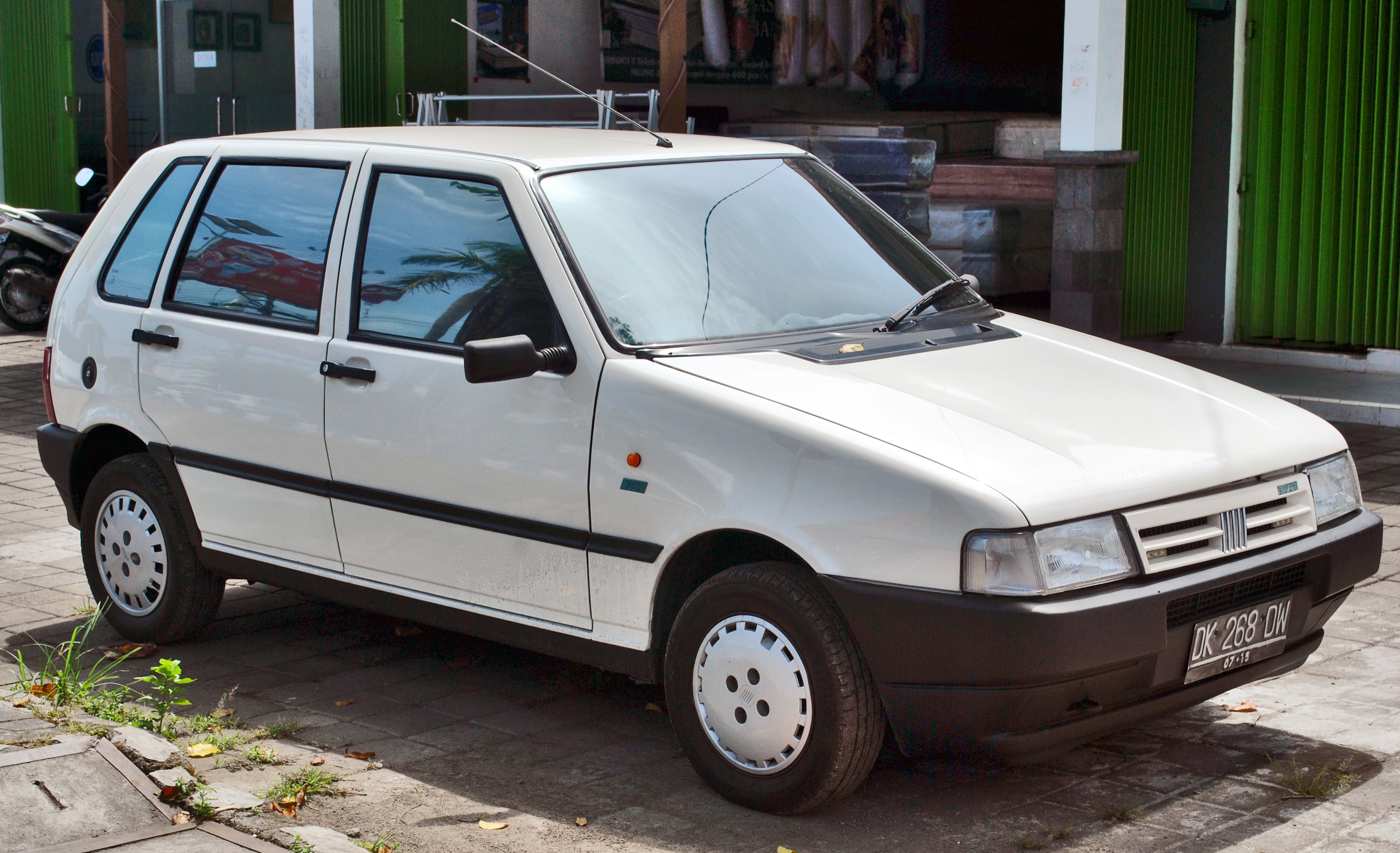
Fiat Uno (1995–2003)
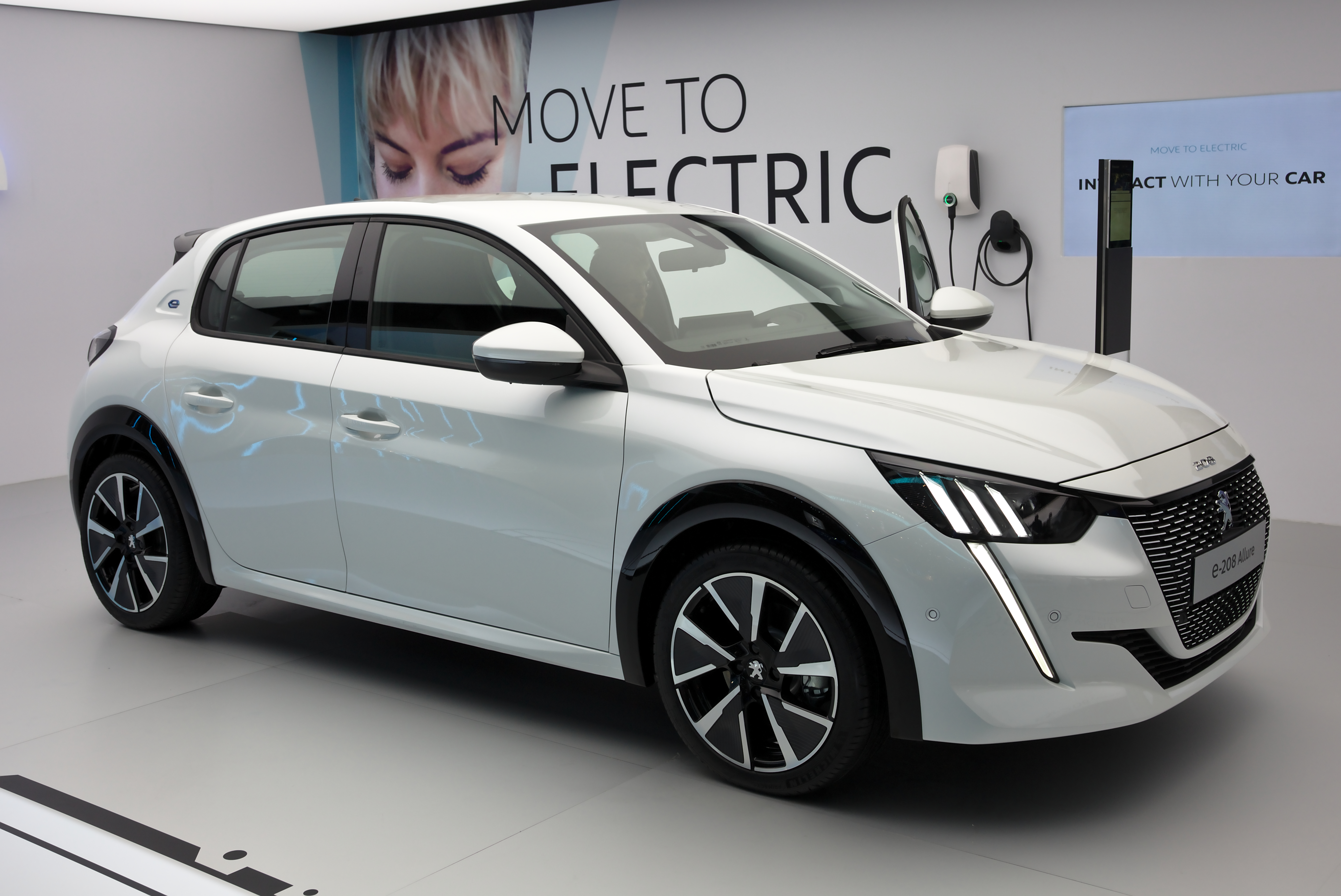
Peugeot 208 II (2019–...)
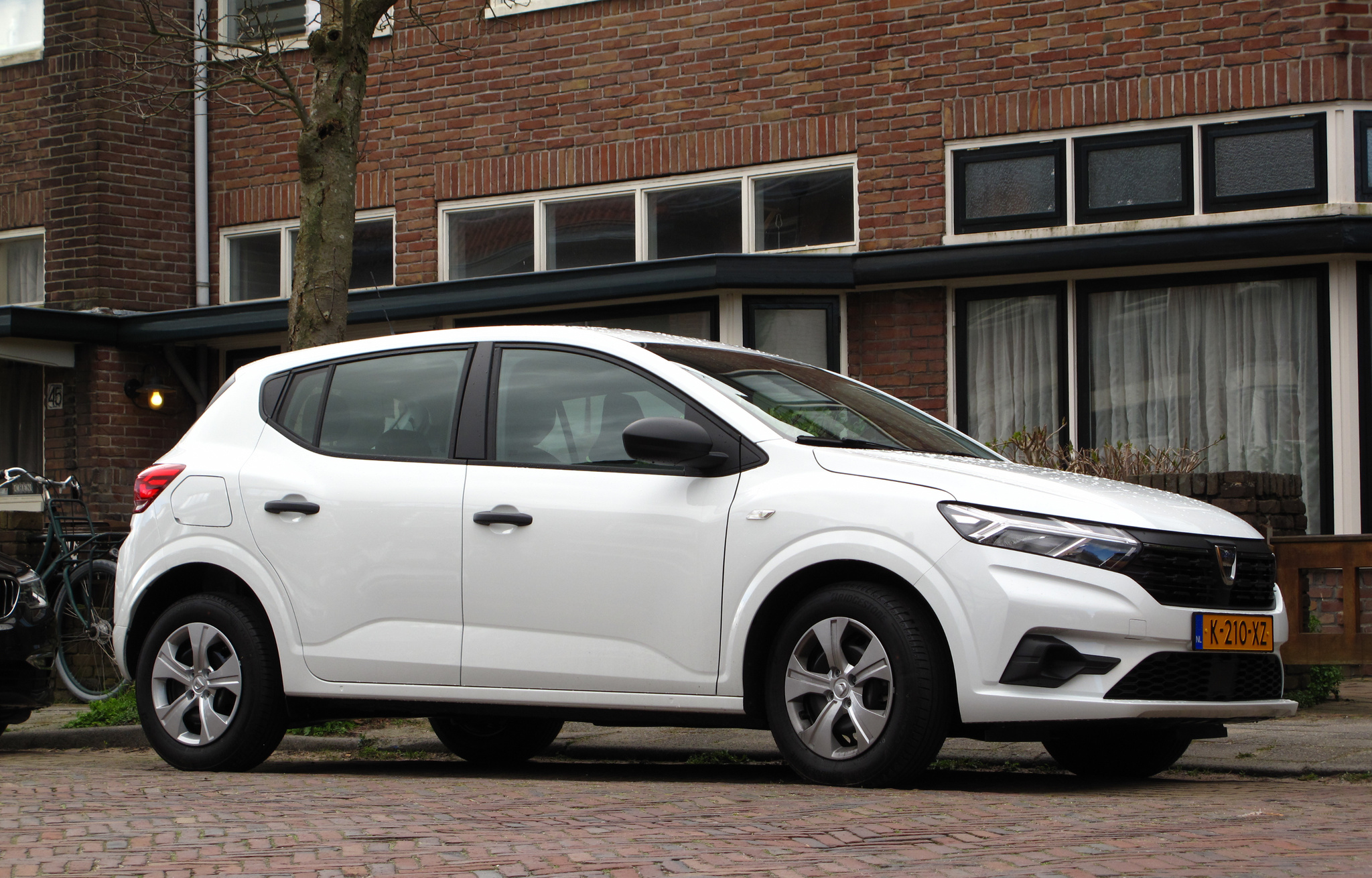
Dacia Sandero III (2020–...)

## Виробники

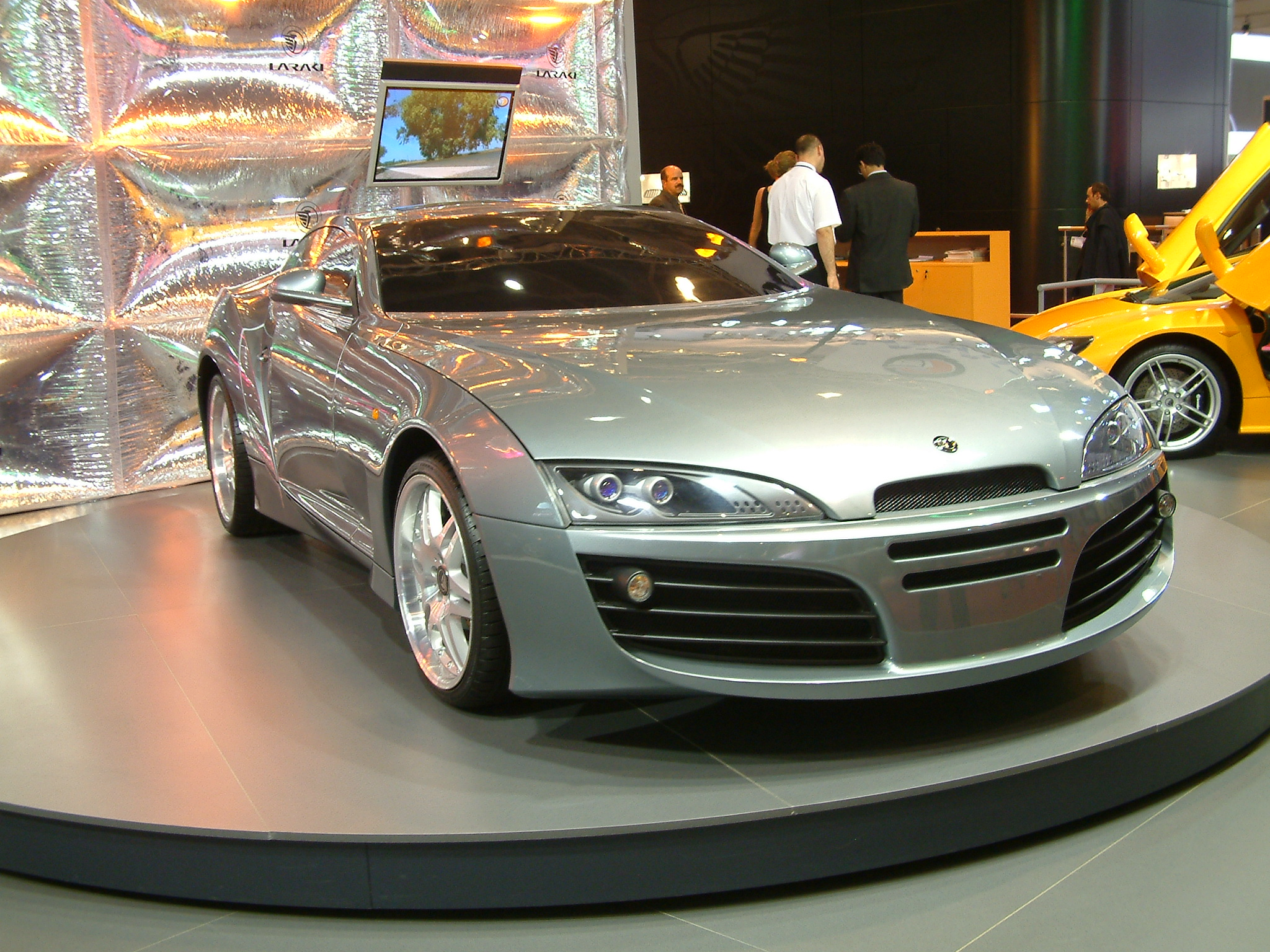
Laraki Borac (2005—наш час)

### Активні виробники
- BYD Morocco
- PSA (Peugeot-Citroën) Morocco
- Somaca (Renault-Nissan Morocco)
- Société Automobiles Ménara
- Laraki

### Неіснуючі виробники
- Somaca (Fiat Morocco)

## Обсяг виробництва за роками
| Рік  | Обсяг виробництва |
| ---- | ----------------- |
| 2000 | 31,314            |
| 2005 | 33,992            |
| 2010 | 42,066            |
| 2011 | 59,477            |
| 2012 | 108,743           |
| 2013 | 167,452           |
| 2014 | 231,986           |
| 2015 | 288,329           |
| 2016 | 345,106           |
| 2017 | 376,286           |
| 2018 | 402,085           |
| 2019 | 394,652           |
| 2020 | 248,430           |
| 2021 | 403,007           |
| 2022 | 464,864           |
| 2023 | 535,825           |